# N’Garadougou
N’Garadougou is een gemeente (commune) in de regio Koulikoro in Mali. De gemeente telt 15.600 inwoners (2009).